# Lasioglossum coloratipes
Lasioglossum coloratipes är en biart som först beskrevs av Cockerell 1946.  Lasioglossum coloratipes ingår i släktet smalbin, och familjen vägbin. Inga underarter finns listade i Catalogue of Life.